# Ляскеля (станция)
Ля́скеля (фин. Läskelä) — железнодорожная станция на 16,5 км перегона Янисъярви — Леппясилта линии Янисъярви — Лодейное Поле.

## Общие сведения
Станция расположена в одноимённом посёлке Питкярантского района Карелии. Была открыта 5 декабря 1924 года в составе второй очереди линии Янисъярви — Лодейное Поле. Изначально основным предназначением новой железнодорожной станции было грузовое обслуживание Ляскельского бумажного завода и Ляскельской лесопилки, которая была расположена на берегу Ладожского озера (залив Hiidenselkä) и от которой шла Ляскельская УЖД в направлении к будущей станции Ляскеля.
В советские времена УЖД была перешита на широкую колею и использовалась как подъездной путь для обслуживания ЗАО «Ладожский лесопильный завод». По состоянию на 2022 год подъездной путь не использовался: был частично разобран, частично сохранён.
Станция находится на ручном управлении на линии с семафорно-жезловой системой. С 2011 по 2021 годы станция как пассажирская не работала по причине отмены любого пассажирского движения. В 2014 году проведена реконструкция пассажирской платформы. На ней (а также и на пассажирском здании) установлены новые таблички с названием станции.
Изначально грузовой двор, а также вокзал станции находился на 160 м восточнее современного месторасположения: в 1932 году при строительстве линии в Питкяранту возникла необходимость изменить конфигурацию пути и перенести здание вокзала (см. схему и фотографию).
- Станция Ляскеля
- Старые пути станции Ляскеля, 30 сентября 1941 год
- Станция Ляскеля на финской карте 1942 года
- Вокзал
- Вид в сторону ст. Янисъярви
- Вид в сторону ст. Питкяранта
- Чётный семафор. Вид со стороны ст. Питкяранта
- Мост в чётной горловине станции
- Нечётный семафор. Вид со стороны ст. Янисъярви

#### Комментарии
1. ↑  При ручном управлении станцией стрелочные переводы переключаются по команде дежурного по станции.